# Steven Reinprecht
Steven Edward Reinprecht (Edmonton, 7 maggio 1976) è un ex hockeista su ghiaccio canadese.

## Carriera
In NHL ha indossato le maglie di Los Angeles Kings (1999-2001), Colorado Avalanche (2001-2003), Calgary Flames (2003/04, 2005/06), Phoenix Coyotes (2005-2009) e Florida Panthers (2009-2011).
Ha anche giocato con Scorpions de Mulhouse (2004/05), Adler Mannheim (2010/11), San Antonio Rampage (2011/12), Chicago Wolves (2011/12) e Thomas Sabo Ice Tigers (2012-2018).

## Palmarès

### Mondiali
- 1 medaglia:
  - 1 oro (Finlandia 2003)